# ECMAScript

ECMAScript (hay ES)
là một thương hiệu đặc tả ngôn ngữ kịch bản được tiêu chuẩn hóa bởi Ecma International thông qua ECMA-262 và ISO/IEC 16262. Nó được tạo ra để tiêu chuẩn hóa JavaScript, để thúc đẩy nhiều hiện thực độc lập. JavaScript vẫn là hiện thực nổi tiếng nhất của ECMAScript kể từ khi tiêu chuẩn này được xuất bản, với các hiện thực nổi tiếng khác gồm JScript và ActionScript. ECMAScript thường được sử dụng cho kịch bản phía máy khách (client-side scripting) trên World Wide Web, và nó ngày càng được sử dụng nhiều để viết ứng dụng máy chủ và dịch vụ bằng Node.js.